# André Spire

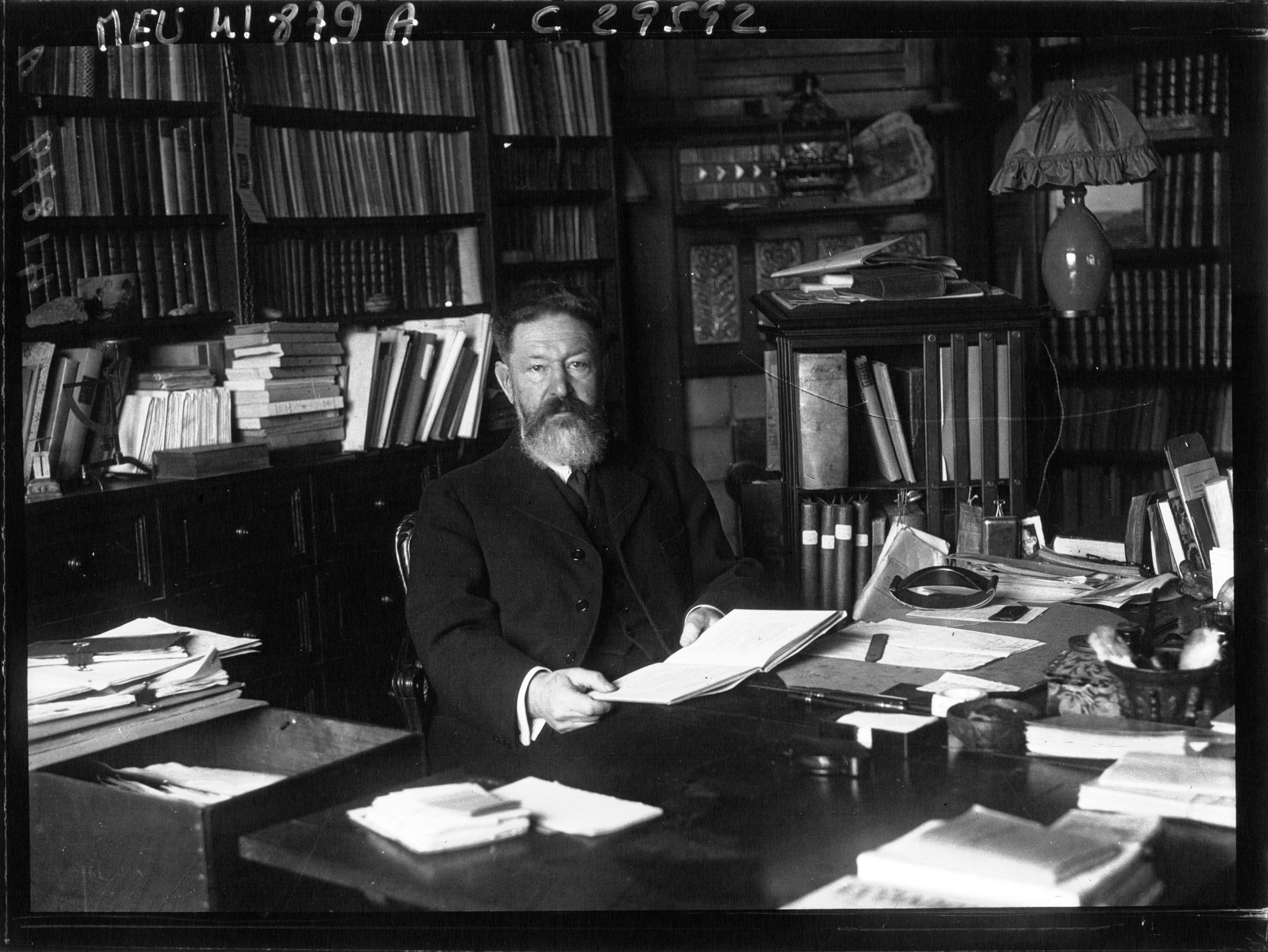
André Spire 1926

André Spire (geb. 28. Juli 1868 in Nancy; gest. 29. Juli 1966 in Paris) war ein bedeutender französischer Lyriker, Schriftsteller und Zionist.

## Leben und Werk
André Spire entstammte dem wohlhabenden jüdischen Großbürgertum Ostfrankreichs und genoss eine klassische Erziehung und vielseitige Bildung. In jungen Jahren kam er zum Militär und war zur Zeit der Dreyfußaffäre Kapitän bei einem Kavallerieregiment. Nach dem Schulbesuch in Nancy und Toul und dem Studium in Paris wurde er 1895 in Rechtswissenschaft promoviert. 1894 trat er als Beamter in den Staatsrat ein. Danach wechselte er in das Landwirtschaftsministerium.
Ab 1896 engagierte er sich sozial, ab 1898 in der Volkshochschulbewegung. 1902 entdeckte er im Londoner Ghetto die Judenfrage, 1904 in der Person von Israel Zangwill den Zionismus. 1905 trat er in die Jüdisch-Territorialistische Organisation (ITO) ein und engagierte sich ein Leben lang für das zionistische Prinzip „Ein Land ohne Volk für ein Volk ohne Land“. 1918 gründete er die Ligue des amis du sionisme (Liga der Freunde des Zionismus), 1919 die Zeitschrift Palestine nouvelle. 1920 weilte er mit Chaim Weizmann in Palästina.
Ab 1903 veröffentlichte Spire eigene Dichtung, ab 1905 mit der Unterstützung von Charles Péguy. Sehr früh war ein Teil dieser Dichtung militante Identifikation mit den unterdrückten jüdischen Massen und Kampf gegen die Gleichgültigkeit der arrivierten Juden. 1917 stellte er in Les juifs et la guerre (Die Juden und der Krieg) die Leiden der jüdischen Bevölkerung in Osteuropa dar. Zur Kampfschrift wurde auch 1928 die zweibändige Veröffentlichung von Quelques juifs et demi-juifs (Einige Juden und Halbjuden).
Von Juni 1940 bis Mai 1946 lebte er in den Vereinigten Staaten im Exil. An der École libre des hautes études in New York lehrte er ab 1942 Geschichte der französischen Dichtung und vollendete gleichzeitig sein großes Werk über das Verhältnis von Dichtung und Mündlichkeit (Plaisir poétique et plaisir musculaire).
Eine Auswahl seiner Gedichte wurde von Marcel Pobé (1907–1967) ins Deutsche übersetzt. Seit 1992 wurde seine weitgespannte Korrespondenz in bislang 6 Briefsammlungen veröffentlicht. Eine umfassende Biographie fehlt.

## Werke (Auswahl)
- La Cité présente. Société d’Éditions littéraires et artistiques, Paris 1903. (Gedichte)
- Versets – Et vous riez – Poèmes juifs. Mercure de France, Paris 1908. (Gedichte)
- Israël Zangwill. Cahiers de la Quinzaine, Paris 1909.
- J'ai trois robes distinguées. Les Cahiers du Centre, Nevers 1910.
- Vers les routes absurdes. La Grande danse macabre des hommes et des femmes. Mercure de France, Paris 1911.
- Quelques juifs: Israël Zangwill, Otto Weininger, James Darmesteter. Mercure de France, Paris 1913.
- Les Juifs et la guerre. Payot, Paris 1917.
- Le Secret. Nouvelle Revue Française, Paris 1919. (Gedichte)
- Samaël. Crès, Paris 1921. (Theater, gegen die Utopie eines inaktiven Pazifismus)
- Fournisseurs. Editions du Monde Nouveau, Paris 1923.
- Quelques Juifs et demi-Juifs. 2 Bde. Grasset, Paris 1928.
- Poèmes de Loire. Grasset, Paris 1929. (Gedichte)
- (deutsch, Auswahl) Gedichte. Heitz & Cie, Straßburg. 1929.
- Instants. Brüssel 1936. (Gedichte)
- Poèmes d’ici et de là-bas. The Dryden Press, New York 1944. (Gedichte)
- Plaisir poétique et plaisir musculaire. José Corti, Paris 1949, 1986. (Literaturwissenschaft)
- Poèmes d'hier et d'aujourd'hui. Nouveau choix de poèmes et poèmes inédits. Paris, J. Corti, Paris 1953. (Gedichte)
- Poèmes Juifs.  Albin Michel, Paris 1959.
- Souvenirs à bâtons rompus. Albin Michel, Paris 1962.
- Mots et notes. Association des amis de l'oeuvre de Claude Vigée, Chalifert 2012.

### Korrespondenz
- (mit Valery Larbaud) Correspondance. Hrsg. Bernard Delvaille.  Les Cendres, Paris 1992.
- (mit Ludmila Savitzky) Une amitié tenace. Correspondance 1910–1947. Hrsg. Marie-Brunette Spire. Les Belles Lettres, Paris 2010.
- (mit Jean-Richard Bloch) Correspondance 1912–1947. „sommes-nous d'accord ?“ Hrsg. Marie-Brunette Spire. C. Paulhan, Paris 2011.
- (mit Otokar Fischer) «À vous de cœur …». André Spire et Otokar Fischer 1922–1938. Hrsg. Marie-Odile Thirouin. Prag 2017.
- (mit Daniel und Marianne Halévy) Correspondance 1899–1961. Des ponts et des abîmes. Une amitié à l'épreuve de l'histoire. Hrsg. Marie-Brunette Spire-Uran. Honoré Champion, Paris 2020.
- Christian Sénéchal (1886–1939): Correspondance avec Romain Rolland et André Spire. Hrsg. Claudine Delphis. Classiques Garnier, Paris 2023. (kritische Ausgabe)

### Weitere Literatur
- Paul Jamati: André Spire. Une étude et un choix de poèmes. P. Seghers, Paris 1962.
- Alain Le Pichon: SPIRE André. In: Jean-Pierre de Beaumarchais, Daniel Couty und  Alain Rey:  (Hrsg.): Dictionnaire des littératures de langue française. A–F. Bordas, Paris 1984, S. 2193.